# 漫长的路
《漫长的路》（俄語：Долгий путь）是苏联1956年上映的一部剧情片。这部彩色影片是导演列昂尼德·盖代的处女作。

## 脚本
影片《漫长的路》是根据俄国作家柯罗连科（1853 – 1921）的小说《阿特—达万》（驿站的名称）改编的，它通过一个小官吏的悲剧，暴露了沙皇制度的罪恶本质。
1957年由上海电影译制厂引进。

## 演员表
| 演员姓名              | 饰演人物 | 备注         | 中文配音 |
| --------------------- | -------- | ------------ | -------- |
| 谢尔盖·雅科夫列夫     | 瓦西里   | 男主角       | 邱岳峰   |
| 克尤娜·伊格娜托娃     | 拉雅     | 女主角       | 苏秀     |
| 弗拉基米尔·别洛库罗夫 | 拉特金   | 瓦西里的上司 |          |
| 尼基福·科洛菲金       |          | 瓦西里的父亲 |          |
| 亚历山大·安东诺夫     | 帕维尔   | 拉雅的父亲   |          |